# 4 in the Morning
4 In the Morning è il terzo singolo estratto dall'album The Sweet Escape della cantante Gwen Stefani del 2006. Si tratta di una ballata romantica, ispirata alle sonorità anni ottanta. La Stefani aveva cominciato a scriverla quando era incinta, e l'ha terminata insieme a Tony Kanal, suo ex-compagno ai tempi dei No Doubt.

## Il video
Diretto da Sophie Muller, il video vede protagonista una Gwen Stefani in lacrime, sdraiata sul letto, quando comincia la canzone. Dopo aver vagato per un po' nel proprio appartamento, continuando a cantare, con un'espressione malinconica sul viso, la cantante lascia l'appartamento a bordo di un'automobile.

## Tracce
German CD Maxi Single
1. 4 In the Morning (Album Version) - 4:51
2. 4 In the Morning (Thin White Duke Edit) - 4:53
3. 4 In the Morning (Oskar the Punk Remix) - 5:42
4. 4 In the Morning (Video) - 4:26

Europe Promo CD Single
1. 4 In the Morning (Radio Edit) - 4:09

## Classifiche
| Classifica (2007) | Posizione più alta |
| ----------------- | ------------------ |
| Australia         | 9                  |
| Austria           | 18                 |
| Belgio (Fiandre)  | 50                 |
| Belgio (Vallonia) | 53                 |
| Bulgaria          | 26                 |
| Canada            | 17                 |
| Danimarca         | 35                 |
| Finlandia         | 10                 |
| Francia           | 21                 |
| Germania          | 18                 |
| Irlanda           | 12                 |
| Italia            | 17                 |
| Norvegia          | 14                 |
| Nuova Zelanda     | 23                 |
| Paesi Bassi       | 27                 |
| Polonia           | 5                  |
| Regno Unito       | 22                 |
| Romania           | 4                  |
| Russia            | 4                  |
| Stati Uniti       | 54                 |
| Svezia            | 30                 |
| Svizzera          | 18                 |
| Ucraina           | 32                 |